# Cura sana
Cura Sana ist ein spanischer Kurzfilm für Jugendliche unter der Regie von Lucía G. Romero aus dem Jahr 2024. Der Film feierte im Februar 2024 auf der Berlinale seine Weltpremiere in der Sektion Berlinale Generation. Er wurde mit dem Gläsernen Bären für den Besten Kurzfilm der Jugendjury ausgezeichnet.

## Handlung
Die Schwestern Jessica und Alma erleben väterliche Gewalt. Auch in die Beziehung der beiden hat die Gewalt Eingang gefunden. Am Johannistag, der in Spanien nach den traditionellen Feiern in der Nacht davor (Noche de San Juan) Feiertag ist, machen sie sich auf den Weg zur Versorgungsstation der Caritas. Dort wollen sie wie so häufig Lebensmittelgutscheine abholen. Da geschieht eine Veränderung: Die beiden finden einen Weg, aus der Gewaltspirale auszubrechen und einander liebevoll zu behandeln.

## Produktion

### Filmstab
Regie führte Lucía G. Romero, von der auch das Drehbuch stammt. Die Kameraführung lag in den Händen von Gemma de Miguel, die Musik komponierte Oriol Brunet und für den Filmschnitt war Marina Ayet verantwortlich.  
In wichtigen Rollen sind Roser Rendon Ena (Jessica) und Rasvely Lissette Donaire Restituyo (Alma) zu sehen. 

### Produktion und Förderungen
Escac Films, S.L. war als Produktionsfirma an Cura sana beteiligt.

### Dreharbeiten und Veröffentlichung
Der Film feierte im Februar 2024 auf der Berlinale seine Weltpremiere in der Sektion Berlinale Generation.

## Auszeichnungen
- 2024: Gläserner Bär für den Besten Kurzfilm der Jugendjury Generation 14plus, 74. Internationale Filmfestspiele Berlin[6]